# ذاکرات
ذاکرات (عربی: ذاكرات، عبری: זוכרות) انجمن مربوط به تاریخ فلسطین است که هدفش یادآوری گذشته و تاریخچه فلسطین می‌باشد.
همچنین این انجمن؛ ادارات مردمی فلسطینی را برای احقاق بازگشت پناهندگان فلسطینی به سرزمین‌ها و خانه‌هایشان مورد خطاب قرار می‌دهد.

## فعالیت‌ها
- برنامه‌ریزی برای سفر به «روستاهای فلسطینی ویران شده در سال۱۹۴۸» توسط ساکنان اصلی.
- اقدام به نصب پلاکارد برای نجات روستاهای ویران شده.
- تلاش برای انتشار اطلاعات و آگاهی از تاریخ و جغرافیای فاجعه فلسطین و تلاش برای ترجمه آن‌ها به زبان عبری.
- اهتمام به ایجاد یک پایگاهی به عنوان مرکز روشنگرانه و آگاهی‌بخش و تأمین نقشه‌های روستاهای ویران شده.
- تلاش برای گسترش وسایل تربیتی و آموزشی در رابطه با موارد فوق.
- اقدام به برگزاری تظاهرات و شرکت در فعالیت‌ها و برنامه‌های هم عرض که انجمنهای دیگر مبادرت به این کار می‌کنند.

این انجمن اعتقاد به فاش ساختن جزئیات فاجعه فلسطین به زبان عبری دارد و آن را به مردم یهودی ارائه کرده‌است که باعث تغییراتی در سخنرانیهای سیاسی در منطقه می‌شود و همه اینها منجر به رسیدن به یک راه حل عادلانه خواهد شد.